# Сарсембаев, Кияс Ибраевич
Кияс Ибраевич Сарсембаев — советский хозяйственный и политический деятель.

## Биография
Родился в 1914 году в ауле Тасоткел. Член КПСС.
Окончил Темирский сельскохозяйственный техникум.
В 1934—1941 гг. — секретарь Темирастауского аульного совета, заведующий отделом, секретарь Иргизского райисполкома.
Участник Великой Отечественной войны: комиссар батальона, комсорг 340-й стрелковой дивизии
В 1946—1952 гг. — заместитель председателя, в 1952—1957 гг. — председатель Иргизского райисполкома.
В 1957—1974 гг. — председатель колхоза имени Калинина Иргизского района Актюбинской области Казахской ССР.
Избирался депутатом Верховного Совета Казахской ССР 7-го созыва. Делегат XXIII съезда КПСС.
Умер в 1989 году в Иргизе.

## Награды
- Орден Ленина (дважды)
- Орден Отечественной войны I степени (06.04.1985)
- Орден Отечественной войны II степени (27.07.1944, 06.04.1985)
- Орден Красной Звезды (03.10.1943, 05.02.1945)
- Орден Знак Почёта